# Sada (Navarra)
Sada è un comune spagnolo di 224 abitanti situato nella comunità autonoma della Navarra.